# Associazione Calcio Genova 1893 1941-1942
Questa voce raccoglie le informazioni riguardanti l'Associazione Calcio Genova 1893 nelle competizioni ufficiali della stagione 1941-1942.

## Stagione
Nella stagione 1941-42 il Genova 1893 ha disputato il campionato di Serie A, con 37 punti si è piazzato in quarta posizione, lo scudetto è stato vinto dalla Roma con 42 punti, secondo il Torino con 39 punti, terzo il Venezia con 38 punti, quarte Genova 1893 e Lazio con 37 punti, sesta la Juventus con 32 punti.

## Divise
| Prima divisa |

## Organigramma societario
Area direttiva
- Presidente: Nino Bertoni (commissario), poi Giovanni Gavarone

Area tecnica
- Allenatore: Guido Ara

## Rosa
| N. |                   | Ruolo | Calciatore          |
| -- | ----------------- | ----- | ------------------- |
|    | Italia (bandiera) | P     | Orlando Sain        |
|    | Italia (bandiera) | P     | Giovanni Tavoletti  |
|    | Italia (bandiera) | D     | Sergio Marchi       |
|    | Italia (bandiera) | D     | Vittorio Sardelli   |
|    | Italia (bandiera) | D     | Luigi Spadoni       |
|    | Italia (bandiera) | C     | Federico Allasio    |
|    | Italia (bandiera) | C     | Primo Andrighetto   |
|    | Italia (bandiera) | C     | Bruno Barbieri (II) |
|    | Italia (bandiera) | C     | Nereo Burattini     |
|    | Italia (bandiera) | C     | Mario Genta         |

| N. |                   | Ruolo | Calciatore         |
| -- | ----------------- | ----- | ------------------ |
|    | Italia (bandiera) | C     | Mario Perazzolo    |
|    | Italia (bandiera) | A     | Sergio Bertoni (I) |
|    | Italia (bandiera) | A     | Mario Bo           |
|    | Italia (bandiera) | A     | Bruno Chizzo       |
|    | Italia (bandiera) | A     | Ugo Conti          |
|    | Italia (bandiera) | A     | Bruno Ispiro       |
|    | Italia (bandiera) | A     | Giacomo Neri (II)  |
|    | Italia (bandiera) | A     | Pietro Sotgiu      |
|    | Italia (bandiera) | A     | Guglielmo Trevisan |

## Calciomercato
| Acquisti | Acquisti | Acquisti | Acquisti |
| R.       | Nome     | da       | Modalità |
| -------- | -------- | -------- | -------- |

| Cessioni | Cessioni        | Cessioni | Cessioni |
| R.       | Nome            | a        | Modalità |
| -------- | --------------- | -------- | -------- |
| A        | Tomás Garibaldi | Atalanta | prestito |

## Risultati

### Serie A

#### Girone d'andata
| Arbitro: | Biancone (Roma) |

|                     |           |                          |
| Conti 14’, 28’, 64’ | Marcatori | 21’ Biavati 58’ Marchese |

| Arbitro: | Galeati (Bologna) |

|            |           |                     |
| Lushta 39’ | Marcatori | 60’ (rig.) Trevisan |

| Arbitro: | Dattilo (Roma) |

|                   |           |  |
| Frigo 21’ Gei 90’ | Marcatori |  |

| Arbitro: | Pizziolo (Firenze) |

|                |           |  |
| Conti 45’, 60’ | Marcatori |  |

| Arbitro: | Scarpi (Dolo) |

|                                |           |  |
| Cappello IV 15’, 47’ Boffi 16’ | Marcatori |  |

| Arbitro: | Mattea (Torino) |

|           |           |  |
| Conti 76’ | Marcatori |  |

| Arbitro: | Pizziolo (Firenze) |

|                        |           |               |
| Pernigo 4’ Alberti 60’ | Marcatori | 69’ Bertoni I |

| Genova 14 dicembre 1941 8ª giornata | Genova 1893     | 0 – 0 | Triestina | Stadio Luigi Ferraris\| Arbitro: \| Mattea (Torino) \| |
| Arbitro:                            | Mattea (Torino) |       |           |                                                        |

| Arbitro: | Dattilo (Roma) |

|                 |           |               |
| Ferraris II 60’ | Marcatori | 11’ Bertoni I |

| Arbitro: | Pizziolo (Firenze) |

|            |           |                        |
| Ispiro 65’ | Marcatori | 14’ (aut.) Andrighetto |

| Arbitro: | Galeati (Bologna) |

|           |           |            |
| Piola 57’ | Marcatori | 87’ Ispiro |

| Arbitro: | Bertolio (Torino) |

|                                                    |           |                       |
| Bertoni I 5’ Neri II 17’, 26’, 78’ Ispiro 24’, 49’ | Marcatori | 70’ (rig.) Campatelli |

| Livorno 18 gennaio 1942 13ª giornata | Livorno         | 0 – 0 | Genova 1893 | Stadio Edda Ciano Mussolini\| Arbitro: \| Mattea (Torino) \| |
| Arbitro:                             | Mattea (Torino) |       |             |                                                              |

| Arbitro: | Dellarole (Vercelli) |

|                                                                    |           |  |
| Perazzolo 24’ Neri II 44’ Trevisan 56’ Ispiro 71’, 78’ Allasio 85’ | Marcatori |  |

| Napoli 1º febbraio 1942 15ª giornata | Napoli             | 0 – 0 | Genova 1893 | Stadio Partenopeo\| Arbitro: \| Pizziolo (Firenze) \| |
| Arbitro:                             | Pizziolo (Firenze) |       |             |                                                       |

#### Girone di ritorno
| Arbitro: | Carpani (Milano) |

|             |           |             |
| Biavati 73’ | Marcatori | 10’ Allasio |

| Arbitro: | Galeati (Bologna) |

|                 |           |                                                             |
| Andrighetto 43’ | Marcatori | 24’ Colaussi 37’ (rig.), 76’ Sentimenti III 89’ Varglien II |

| Arbitro: | Bertolio (Torino) |

|                                     |           |  |
| Bo 40’, 88’ Conti 64’ Perazzolo 87’ | Marcatori |  |

| Arbitro: | Zelocchi (Modena) |

|             |           |                          |
| Krieziu 78’ | Marcatori | 46’ Bertoni I 57’ Ispiro |

| Arbitro: | Dattilo (Roma) |

|           |           |             |
| Conti 28’ | Marcatori | 11’ Bollano |

| Bergamo 22 marzo 1942 21ª giornata | Atalanta        | 0 – 0 | Genova 1893 | Stadio Mario Brumana\| Arbitro: \| Mattea (Torino) \| |
| Arbitro:                           | Mattea (Torino) |       |             |                                                       |

| Arbitro: | Scorzoni (Bologna) |

|           |           |  |
| Ispiro 2’ | Marcatori |  |

| Arbitro: | Scorzoni (Bologna) |

|                                   |           |            |
| Ballarin I 44’ Allasio 41’ (aut.) | Marcatori | 10’ Ispiro |

| Arbitro: | Scarpi (Dolo) |

|                                                  |           |                                     |
| Ispiro 5’ Andrighetto 55’ Conti 62’ Trevisan 73’ | Marcatori | 4’, 86’ (rig.) Menti II 34’ Gabetto |

| Arbitro: | Bertolio (Torino) |

|                                   |           |                                          |
| Alghisi 1’ Borrini 20’ Pisano 22’ | Marcatori | 19’ Trevisan 73’ Neri II 74’, 86’ Ispiro |

| Arbitro: | Pizziolo (Firenze) |

|            |           |                        |
| Ispiro 79’ | Marcatori | 38’, 60’ (rig.) Pisa I |

| Arbitro: | Scorzoni (Bologna) |

|               |           |            |
| Cominelli 31’ | Marcatori | 33’ Ispiro |

| Arbitro: | Mattea (Torino) |

|                                        |           |              |
| Ispiro 77’, 83’ Barbieri II 89’ (rig.) | Marcatori | 15’ Viani II |

| Arbitro: | Bertolio (Torino) |

|                     |           |                                   |
| Galli 12’ Capra 57’ | Marcatori | 35’ Trevisan 59’ Ispiro 68’ Conti |

| Arbitro: | Zelocchi (Modena) |

|                                       |           |  |
| Trevisan 9’ Barbieri II 40’ Conti 65’ | Marcatori |  |

### Coppa Italia

#### Sedicesimi di finale
| Arbitro: | Dellarole (Vercelli) |

|                  |           |                                  |
| Romagnoli II 16’ | Marcatori | 40’ (aut.) La Porta 52’ Trevisan |

#### Ottavi di finale
| Arbitro: | Barlassina (Novara) |

|                 |           |               |
| Lushta 12’, 81’ | Marcatori | 37’ Bertoni I |

## Statistiche

### Statistiche di squadra
| Competizione | Punti | In casa | In casa | In casa | In casa | In casa | In casa | In trasferta | In trasferta | In trasferta | In trasferta | In trasferta | In trasferta | Totale | Totale | Totale | Totale | Totale | Totale | DR  |
| Competizione | Punti | G       | V       | N       | P       | Gf      | Gs      | G            | V            | N            | P            | Gf           | Gs           | G      | V      | N      | P      | Gf     | Gs     | DR  |
| ------------ | ----- | ------- | ------- | ------- | ------- | ------- | ------- | ------------ | ------------ | ------------ | ------------ | ------------ | ------------ | ------ | ------ | ------ | ------ | ------ | ------ | --- |
| Serie A      | 37    | 15      | 10      | 3       | 2       | 37      | 15      | 15           | 3            | 8            | 4            | 16           | 20           | 30     | 13     | 11     | 6      | 53     | 35     | +18 |
| Coppa Italia |       | -       | -       | -       | -       | -       | -       | 2            | 1            | 0            | 1            | 3            | 3            | 2      | 1      | 0      | 1      | 3      | 3      | 0   |
| Totale       |       | 15      | 10      | 3       | 2       | 37      | 15      | 17           | 4            | 8            | 5            | 19           | 23           | 32     | 14     | 11     | 7      | 56     | 38     | +18 |

### Statistiche dei giocatori[2]
| Giocatore        | Serie A  | Serie A | Coppa Italia | Coppa Italia | Totale   | Totale |
| Giocatore        | Presenze | Reti    | Presenze     | Reti         | Presenze | Reti   |
| ---------------- | -------- | ------- | ------------ | ------------ | -------- | ------ |
| F. Allasio       | 24       | 2       | 2            | 0            | 26       | 2      |
| P. Andrighetto   | 24       | 2       | -            | -            | 24       | 2      |
| B. Barbieri (II) | 8        | 2       | -            | -            | 8        | 2      |
| S. Bertoni (I)   | 25       | 4       | 2            | 1            | 27       | 5      |
| M. Bo            | 10       | 2       | -            | -            | 10       | 2      |
| N. Burattini     | 3        | 0       | -            | -            | 3        | 0      |
| B. Chizzo        | 2        | 0       | -            | -            | 2        | 0      |
| U. Conti         | 27       | 11      | 2            | 0            | 29       | 11     |
| M. Genta         | 13       | 0       | 2            | 0            | 15       | 0      |
| B. Ispiro        | 26       | 17      | 2            | 0            | 28       | 17     |
| S. Marchi        | 27       | 0       | 2            | 0            | 29       | 0      |
| G. Neri (II)     | 22       | 5       | 2            | 0            | 24       | 5      |
| M. Perazzolo     | 27       | 2       | 2            | 0            | 29       | 2      |
| O. Sain          | 26       | -30     | -            | -            | 26       | -30    |
| V. Sardelli      | 29       | 0       | 2            | 0            | 31       | 0      |
| P. Sotgiu        | 1        | 0       | -            | -            | 1        | 0      |
| L. Spadoni       | 8        | 0       | -            | -            | 8        | 0      |
| G. Tavoletti     | 4        | -5      | 2            | -3           | 6        | -8     |
| G. Trevisan      | 24       | 6       | 2            | 1            | 26       | 7      |